# Gerbereimuseum Enger
Das Gerbereimuseum Enger ist ein Handwerksmuseum in der ostwestfälischen Stadt Enger in Nordrhein-Westfalen.

## Geschichte
Mit dem Ruhestand von Heinrich Sasse 1995 schloss die Gerberei in Enger nach über 250 Jahren des Bestehens. 
1998 fanden sich Personen zusammen, die die alte Gerberei als technisches Denkmal und Zeugnis westfälischer Wirtschaftsgeschichte erhalten wollten. 
Dazu wurde ein Verein gegründet und die Maschinen der Chromgerberei restauriert.  
Die Gerberei wurde unter Denkmalschutz gestellt. 
Seit 2001 ist die Gerberei Sasse ein Museum.  Eine für das Jahr 2021 vorgesehene grundlegende Sanierung des Gerbereimuseums verzögerte sich aufgrund der Corona-Krise.

## Beschreibung
Der Rundgang im Museum umfasst fünf Themenbereiche:
- Station 1: Weichen und Äschern
- Station 2: Entfleischen und Spalten
- Station 3: Gerben
- Station 4: Falzen und Färben
- Station 5: Stollen-Bügeln-Messen

## Galerie

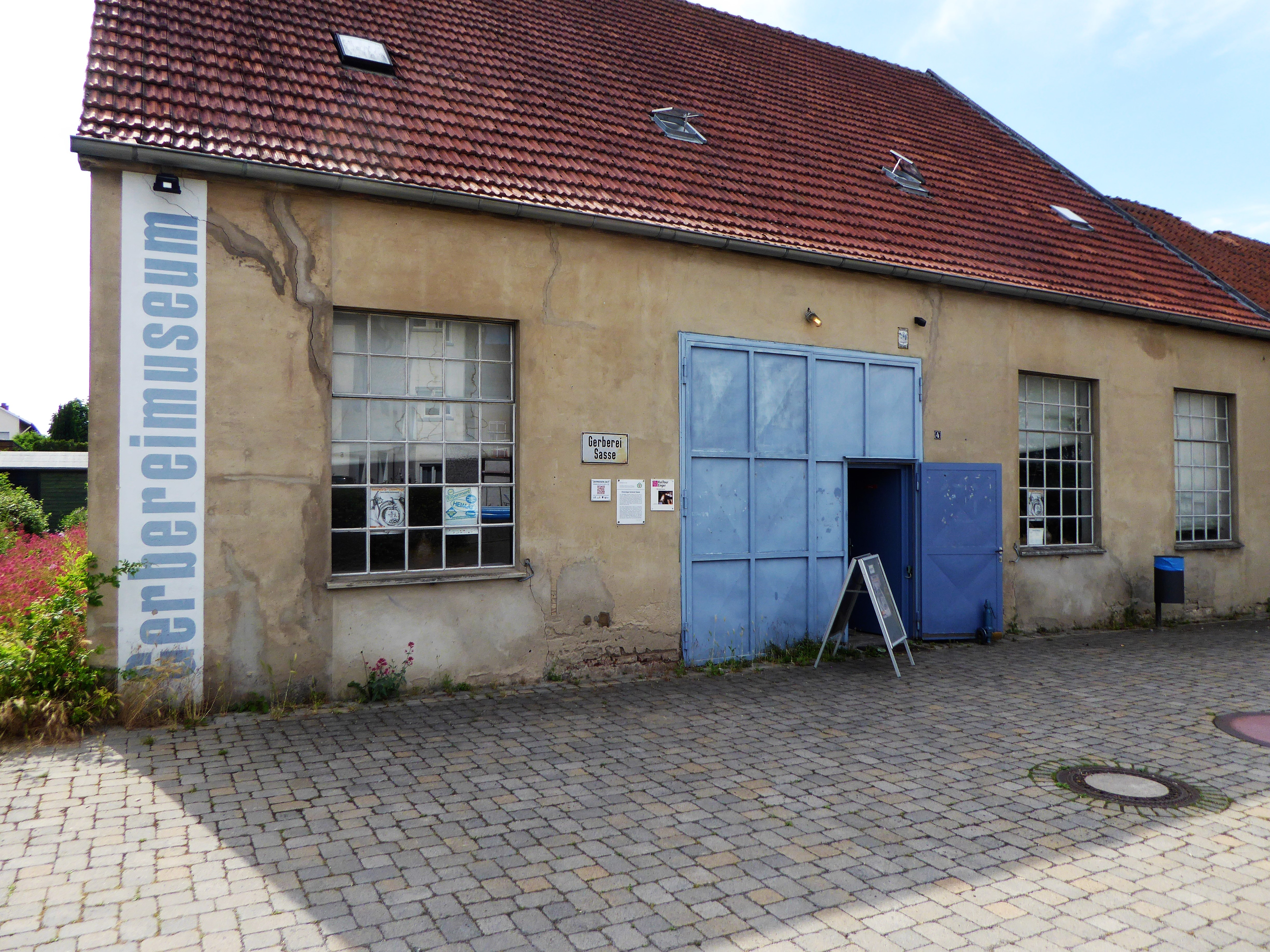
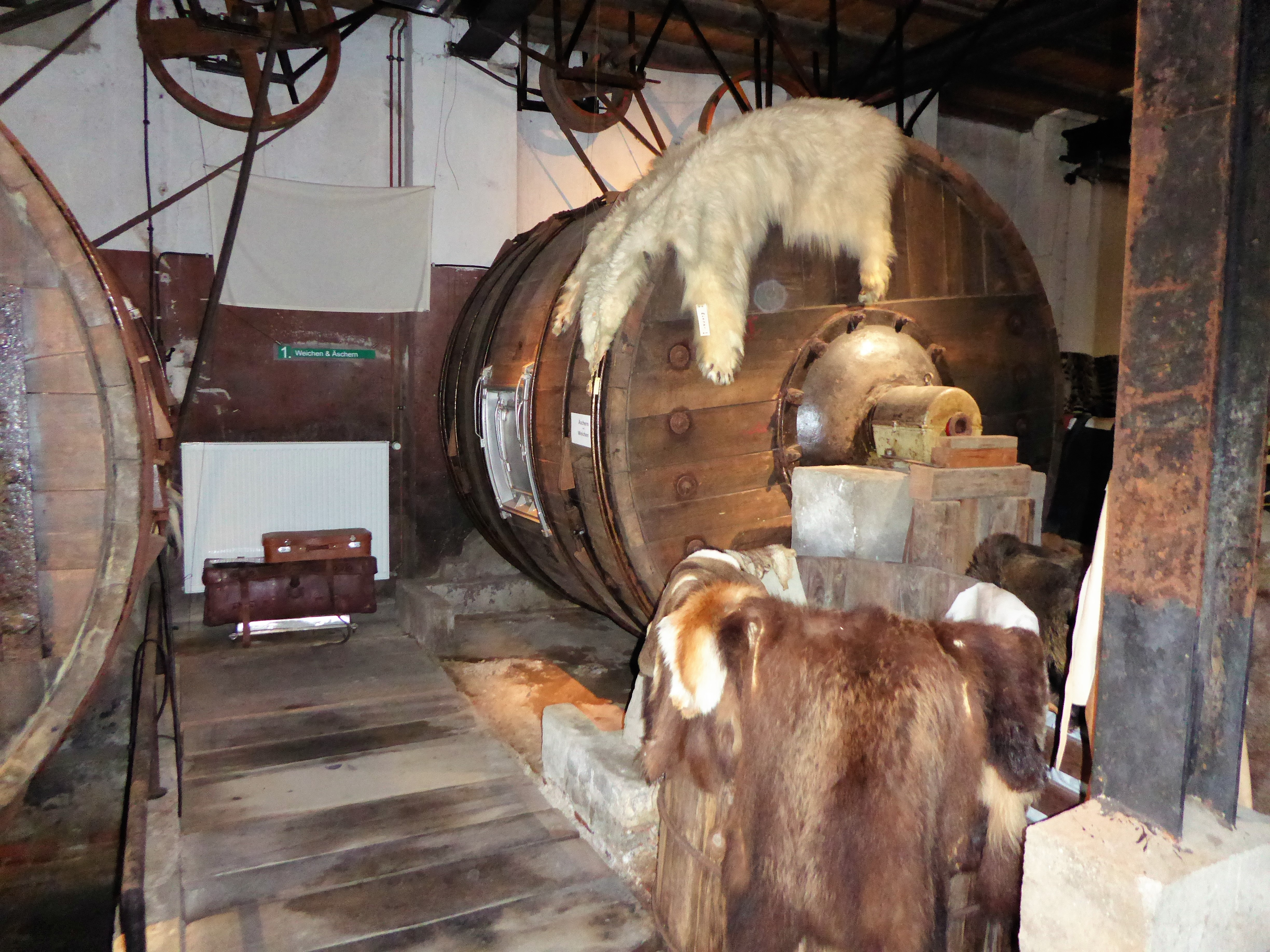
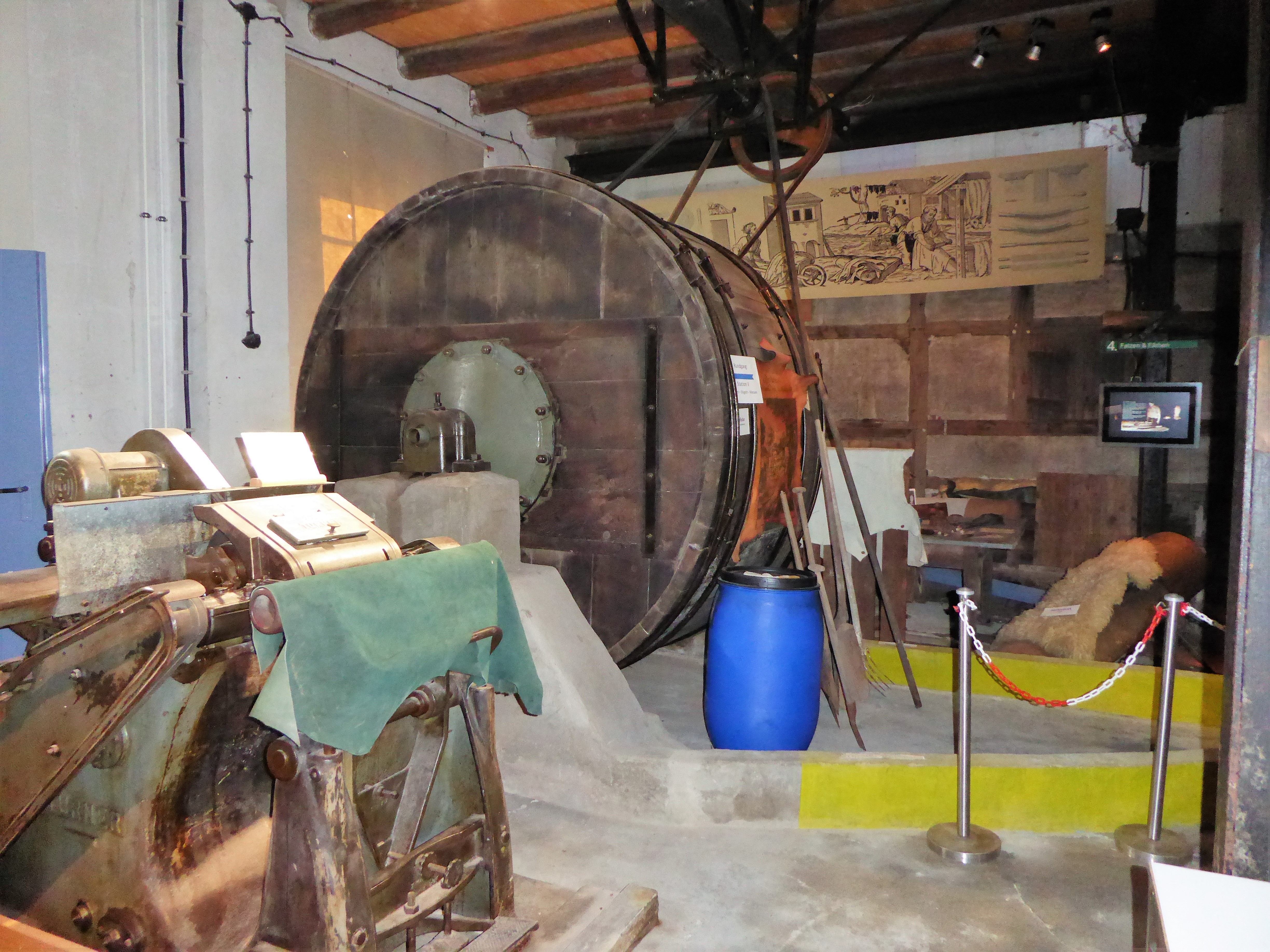
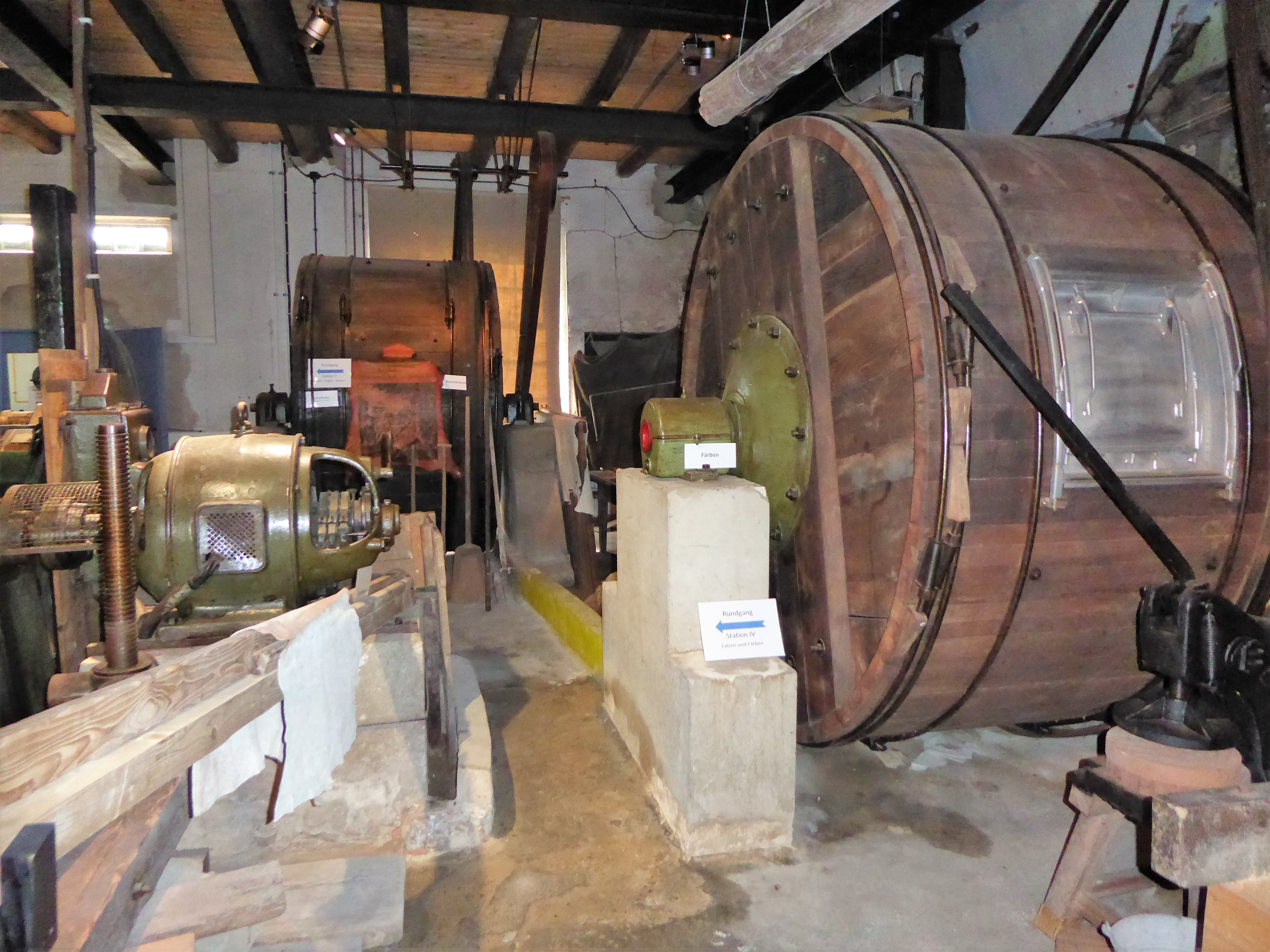
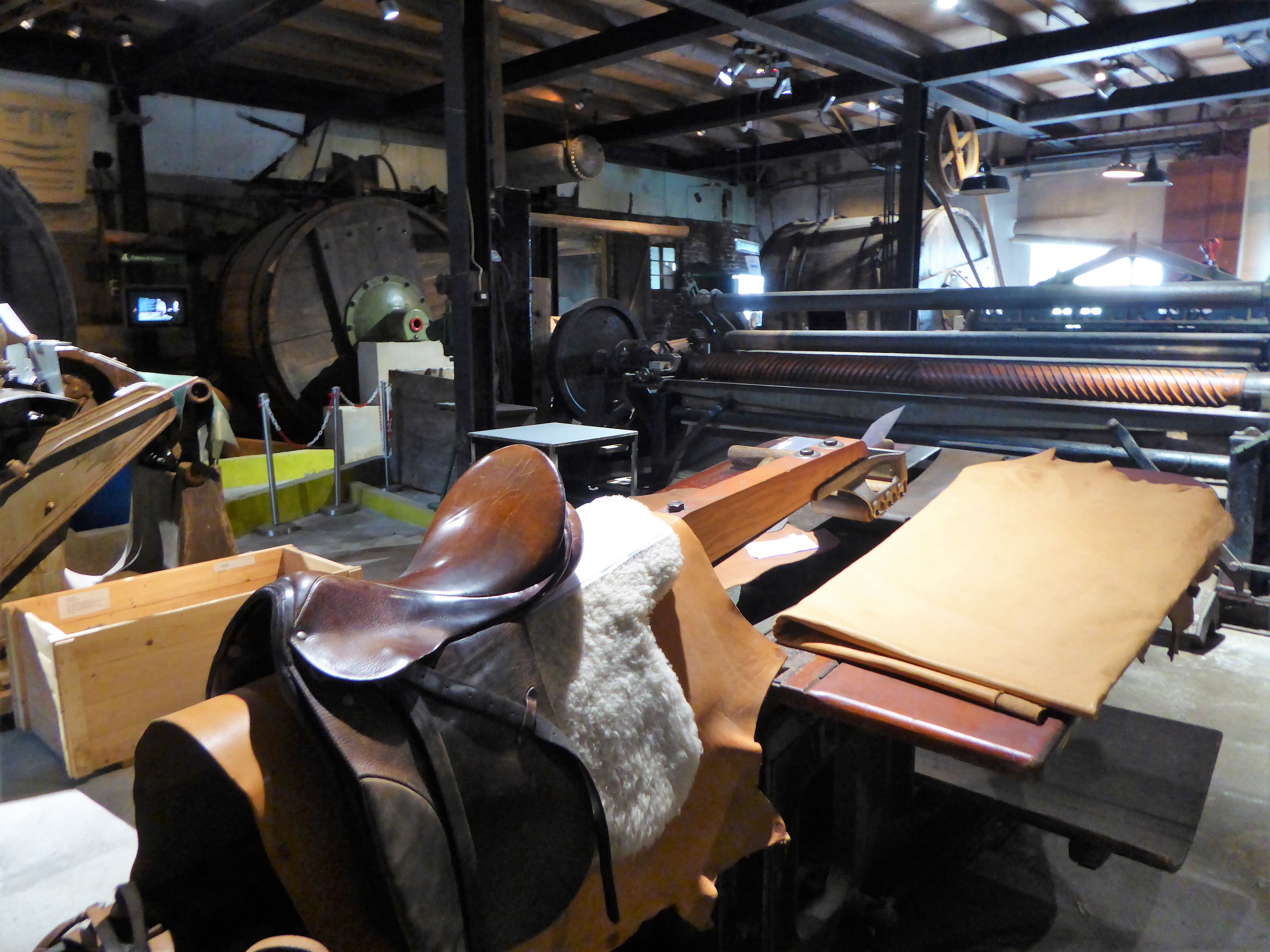